# Masacre de Chihuío
Se conoce como masacre de Chihuío al asesinato de 18 obreros y campesinos durante la dictadura militar de Chile, perpetrado en esa localidad precordillerana de la comuna de Futrono, al sur de la actual Región de Los Ríos.
La matanza se produjo la noche del 9 de octubre de 1973, luego de que una caravana de militares recorrió las localidades de Futrono, Llifén, Curriñe, Arquilhue, Chabranco y Chihuío, deteniendo trabajadores que habitaban en el Sector Sur del Complejo Maderero Panguipulli. La mayoría de los trabajadores pertenecían al Sindicato Campesino Esperanza del Obrero y 15 de ellos profesaban la religión evangélica. Este evento se considera, junto con las masacres de Liquiñe y de Neltume, como parte de la Operación Leopardo que tenía como fin acabar con una supuesta "guerrilla rural" en el Complejo Maderero Panguipulli.

## Historia
En octubre de 1973, un convoy compuesto por 90 efectivos militares a bordo de jeeps y camiones recorrió el Sector Sur del Complejo Maderero Panguipulli, en la actual Región de Los Ríos. La caravana partió desde el Regimiento de Caballería N°2 "Cazadores" y el Regimiento de Artillería Motorizada N° 2 Maturana, ambos bajo el mando del comandante Santiago Sinclair y ubicados en la ciudad de Valdivia, con la misión de perseguir y detener a trabajadores y campesinos del Sector Sur del Complejo Maderero Panguipulli.
Los trabajadores fueron detenidos en las localidades de Chabranco, Curriñe, Arquilhue, Llifén y Futrono, mientras se encontraban en sus lugares de trabajo, detenidos por Carabineros o incluso sacados de sus domicilios siendo golpeados en presencia de sus esposas e hijos. Un caso particularmente impactante es el del menor de edad Fernando Mora Gutiérrez de 17 años, quien, al ayudar a un camión militar que se encontraba atascado en el barro, se da cuenta de que uno de los prisioneros era su padre. Al preguntar a los militares dónde lo llevan y qué va a ocurrir con él, le responden: "Si quieres ir con tu padre, sube al camión"convirtiéndose así en la víctima número 18 de esta masacre.
En total fueron 18 trabajadores los detenidos por el grupo comandado por el oficial de ejército Luis Osorio Gardasanich. Asimismo, lideraban la caravana los tenientes Lautaro Ortega, Luis Rodríguez Rigo-Righi, Patricio Keller Oyarzún y el subteniente Marcos Rodríguez Olivares.
La noche del 9 de octubre, los detenidos fueron conducidos rumbo al sector cordillerano de Baños de Chihuío. Allí permanecieron en la casona del Fundo Chihuio, de propiedad de un civil de nombre Américo González, donde sufrieron graves torturas, para luego ser llevados a unos 500 metros del inmueble donde finalmente fueron ejecutados. Tras la masacre, los cuerpos fueron cubiertos con ramas y troncos, siendo abandonados con múltiples heridas cortopunzantes y de bala. Uno de los lugareños de la localidad fue quien descubrió los restos en la mañana del 10 de octubre de 1973.
Posteriormente, entre 1978 y 1979, los restos de las víctimas fueron removidos totalmente del sitio original por un grupo de civiles que participaban de la operación denominada "Retiro de Televisores", la cual se llevó a cabo masivamente, por todo Chile, a partir del descubrimiento de restos de ejecutados políticos en los Hornos de Lonquén, con el propósito de eliminar las evidencias de los crímenes cometidos por la Caravana de la Muerte durante los meses posteriores al Golpe Militar de 1973.
Hasta la fecha se desconoce el paradero de gran parte de los restos de las 18 personas asesinadas en Chihuio.

## Víctimas
Las 18 víctimas de la Masacre de Chihuío fueron las siguientes:
- Carlos Maximiliano Acuña Inostroza: obrero maderero de 46 años.
- José Orlando Barriga Soto: 32 años, de oficio herrero y dirigente campesino.
- José Rosamel Cortez Díaz: obrero maderero, 35 años y parte del Sindicato Esperanza del Obrero.
- Rubén Neftalí Durán Zúñiga: 22 años, obrero maderero.
- Luis Arnaldo Ferrada Sandoval: 42 años, obrero agrícola.
- Eliécer Sigisfredo Freire Caamaño: 20 años, obrero maderero.
- Narciso Segundo García Cancino: 31 años, obrero y dirigente campesino.
- Juan Walter González Delgado: 31 años, empleado administrativo y dirigente campesino.
- Daniel Méndez Méndez: 42 años, obrero maderero y dirigente campesino.
- Fernando Adrián Mora Gutiérrez: 17 años, obrero maderero
- Sebastián Mora Osses: 47 años, obrero maderero y dirigente campesino.
- Pedro Segundo Pedreros Ferreira: 48 años, obrero y jefe de predios.
- Rosendo Rebolledo Méndez: 40 años, dirigente sindical.
- Ricardo Segundo Ruiz Rodríguez: 24 años, jefe de fábricas y militante del Partido Socialista.
- Carlos Vicente Salinas Flores: 21 años, radio operador.
- Manuel Jesús Sepúlveda Rebolledo: 28 años, obrero maderero.
- Rubén Vargas Quezada: 56 años, obrero tejuelero y dirigente del Sindicato Esperanza del Obrero.
- Andrés Silva Silva, 33 años, obrero maderero.

## Memorial
El 8 de abril de 2006, se inaugura, en el lugar donde fueron hallados los restos de los ejecutados en 1973, el “Memorial de Violaciones a los Derechos a la Vida, Víctimas de Chihuío” donde están grabados los nombres de las 18 víctimas de la masacre. Esta iniciativa fue impulsada por la Agrupación de Familiares de Detenidos Desaparecidos y ejecutados Políticos de la Provincia de Valdivia.